# Am Anfang
Am Anfang ist ein zweiteiliger US-amerikanischer Fernsehfilm aus dem Jahr 2000. Die Bibel-Verfilmung wurde von Hallmark Entertainment produziert und erstmals am 12. November 2000 auf NBC ausgestrahlt. Regie führte Kevin Connor.

## Handlung
Am Anfang handelt von den Anfängen der Bibel im 1. Buch Mose und erzählt von der Geschichte Abrahams über diejenige Jakobs und Josefs bis zum Auszug der Israeliten aus Ägypten und dem Tod von Moses auf dem Berg Nebo.

## Rezeption
Das Lexikon des internationalen Films sah eine „monumentale Verfilmung wesentlicher Teile des Alten Testaments“ und urteilte: „Weniger an religiösen Bezügen und Themen interessiert als an zeitlos menschlichen Geschichten, bietet der Film eine Reader's Digest-Fassung von Bibelteilen, die mit aufwendigen Spezialeffekten und einem großen Staraufgebot in Szene gesetzt wurden.“

## Synchronsprecher
Die Synchronsprecher für die deutsche Fassung:
| - Abraham: Christian Rode - Sara: Helga Trümper - Moses: Frank Glaubrecht - Josef: Frank Schaff - Jakob: Benjamin Völz - Jitro: Klaus Sonnenschein - Potifar: Bodo Wolf (Synchronsprecher) - Jochebet: Marianne Lutz - Potifars Frau: Viola Sauer - Ramses I.: Joachim Kerzel - Ramses II.: Thomas Danneberg - Rebekka: Joseline Gassen - Aaron: Frank-Otto Schenk - Eliezer: Lothar Blumhagen - Benjamin: Gerrit Schmidt-Foß | - Edalek: Hans Teuscher - Hagar: Arianne Borbach - Isaak als junger Mann: Peter Flechtner - Isaak als Mann: Joachim Tennstedt - Isaak als alter Mann: Klaus Jepsen - Ismael: Asad Schwarz - Jakob als alter Mann: Gerhard Paul - Josua: Tom Vogt - Juda: Klaus-Dieter Klebsch - Laban: Jürgen Kluckert - Miriam als Mädchen: Oona Plany - Ruben: Bernd Schramm - Sklavenhändler: Helmut Gauß - Zippora: Sabine Jaeger - Gottes Stimme: Ernst Meincke |